# Furiosa: Uma Saga Mad Max
Furiosa: A Mad Max Saga (bra/prt: Furiosa: Uma Saga Mad Max) é um filme australiano-estadunidense de ação e aventura pós-apocalíptico dirigido e coescrito por George Miller e estrelado por Anya Taylor-Joy como a personagem-título Furiosa. O quinto filme da franquia Mad Max, serve como um spin-off e um prelúdio de Mad Max: Estrada da Fúria (2015). O roteirista Nico Lathouris, a editora de filmes Margaret Sixel, a figurinista Jenny Beavan e o compositor Junkie XL também retornam de Fury Road. Chris Hemsworth e Tom Burke estão no elenco.
Furiosa teve sua première no 77º Festival de Cannes na França em 15 de maio de 2024 e foi lançado em 24 de maio de 2024 nos Estados Unidos, pela Warner Bros Pictures. O filme recebeu resenhas positivas da crítica, mas teve um fim de semana de estreia muito lento nas bilheterias, arrecadando US$ 65 milhões em todo o mundo, o que foi considerado "decepcionante".

## Elenco
- Anya Taylor-Joy como Furiosa
- Chris Hemsworth como Dementus
- Tom Burke como Praetorian Jack[10]
- Lachy Hulme como Immortan Joe / Rizzdale Pell
- Nathan Jones como Rictus Erectus
- Josh Helman como Scabrous Scrotus[11]
- John Howard como O Comedor de Gente
- Angus Sampson como O Mecânico Orgânico
- Charlee Fraser como Mary Jo Bassa[12]
- Quaden Bayles como War Boy
- Daniel Webber como War Boy
- Jacob Tomuri como Max Rockatansky
- Elsa Pataky como General Vulvalini[13]

## Produção
Em março de 2020, foi relatado que George Miller estava realizando audições de elenco para o papel titular via Skype, com Anya Taylor-Joy participando. Em outubro, foi anunciado que o filme estava em desenvolvimento avançado, com Taylor-Joy confirmada para interpretar o papel-título, e Chris Hemsworth e Yahya Abdul-Mateen II escalados para coestrelar. Vários membros da equipe de Fury Road foram anunciados para retornar para o filme, incluindo a editora Margaret Sixel, o designer de produção Colin Gibson, o mixador de som Ben Osmo e a designer de maquiagem Lesley Vanderwalt. Em fevereiro de 2021, o compositor Junkie XL, que anteriormente havia composto a trilha sonora de Fury Road, confirmou que voltaria para Furiosa. Jenny Beavan também voltaria a trabalhar no figurino. Miller escolheu Taylor-Joy para o papel principal depois de ver seu desempenho em um corte inicial do filme Noite Passada em Soho (2021). Devido a um conflito de agenda, Abdul-Mateen II saiu do projeto em novembro, com Tom Burke escalado para substituí-lo. Em janeiro de 2022, foi relatado que Simon Duggan estaria servindo como diretor de fotografia em vez de John Seale.
O filme recebeu um incentivo fiscal de US$ 175 milhões, e gastou um total de US$ 233 milhões na Austrália, o maior valor já registrado para uma produção cinematográfica no país. Depois que várias datas diferentes foram relatadas para o início das filmagens, o Deadline confirmou em uma entrevista de maio de 2022 com Miller que as filmagens da segunda unidade estavam em andamento na Austrália antes das filmagens principais. No mesmo mês, as filmagens começaram em Hay, com filmagens futuras programadas para acontecerem em Silverton.

## Lançamento
Furiosa estreou no Festival de Cannes em 15 de maio de 2024, e foi lançado oficialmente em 24 de maio de 2024 nos Estados Unidos, pela Warner Bros. Pictures. Ele foi originalmente agendado para 23 de junho de 2023.
No Brasil e em Portugal, o filme foi lançado em 23 de maio de 2024.

## Recepção
No site agregador de críticas Rotten Tomatoes, 90% das 300 resenhas dos críticos são positivas, com uma classificação média de 8,0/10. O consenso do site diz: "Enriquecendo retroativamente Fury Road com maior peso emocional, mesmo sem equiparar sua aceleração propulsiva, Furiosa é outra guinada gloriosa na corrida sem fôlego do mentor George Miller em direção ao Valhalla cinematográfico." O Metacritic, que usa uma média ponderada, atribuiu ao filme uma pontuação de 79 em 100, baseado em 62 críticos, indicando críticas "geralmente favoráveis". O público pesquisado pelo CinemaScore deu ao filme uma nota média de "B+" (em uma escala de A+ a F), enquanto a audiência pesquisada pelo PostTrak deu ao filme uma média de 4,5 estrelas (de 5), com 70% dizendo que definitivamente o recomendariam.